# Chironomus ginzanabeus
Chironomus ginzanabeus är en tvåvingeart som beskrevs av Sasa och Suzuki 2001. Chironomus ginzanabeus ingår i släktet Chironomus och familjen fjädermyggor. Inga underarter finns listade i Catalogue of Life.